# Pagamea harleyi
Pagamea harleyi är en måreväxtart som beskrevs av Julian Alfred Steyermark. Pagamea harleyi ingår i släktet Pagamea och familjen måreväxter. Inga underarter finns listade i Catalogue of Life.